# Liste des souverains de Tao-Klarjéthie
Les principautés de Tao et de Klarjéthie ont été constituées dans le sud-ouest de l'Ibérie par un rameau de la dynastie des princes bagratides d'Arménie. Ils reçurent de l'empereur de Byzance le titre de Curopalate et jouèrent un rôle prépondérant dans la formation du royaume unifié de Géorgie

## Bagratides d'Ibérie
- 780-786 : Adarnassé Ier ;
- 786-830 : Achot Ier le Grand, Prince-Primat d'Ibérie.

À la mort d'Achot Ier , un partage intervient entre ses trois fils : Bagrat Ier , Adarnassé II de Tao, et Gouaram V.

## Bagratides de Tao inférieur
- 830/842-876 : Bagrat Ier, Prince-Primat d'Ibérie ;
- 876-881 : David Ier, Prince-Primat d'Ibérie ;
- 881-923 : Adarnasé IV, Curopalate d'Ibérie, et Adarnassé Ier comme roi d'Ibérie en 899 ;
- 923-937 : David II ;
- 937-954 : Achot II, Curopalate d'Ibérie ;
- 954-957 : Soumbat Ier, Curopalate d'Ibérie ;
- 958-994 : Bagrat II ;
- 994-1008 : Gourgen  Ier ;
- 1008-1014 : Bagrat III.

## Bagratides de Tao supérieur
- 830-867 : Adarnasé II ;
- 867-891 : Gourgen Ier, Prince-Primat d'Ibérie ;
- 891-896 : Adarnasé III ;
- 896-908 : David Ier ;
- 908-918 : Achot II ;
- 918-941 : Gourgen II ;
- 941-958 : vacance ;
- 958-961 : Adarnasé V, Curopalate d'Ibérie ;
- 961-966 : Bagrat Ier ;
- 966-1000 : David Ier le Grand, Curopalate d'Ibérie ;
- 1000-1014 : Bagrat III.

## Bagratides d'Artanoudji-Calarzène
- 867-889 : Soumbat Ier le Grand, fils d'Adarnassé II ;
- 889-900 : Bagrat Ier ;
- 889-943 : David Ier le Grand ;
- 900-923 : Gourgen Ier ;
- 923-932 : Achot II le Prompt ;
- 943-988 : Soumbat II ;
- 988-993 : David II ;
- 993-1011 : Soumbat III ;
- 1011-1011 : Bagrat (II) ;
- 1011-1012 : Gourgen (II) ;
- 1011-1014 : Bagrat III.

## Bagratides de Samtské-Djavakhéti
- 830-881 : Gouaram V ;
- 881-888 : Narsès Ier.

## Sources
- Cyrille Toumanoff, Les dynasties de la Caucasie chrétienne de l'Antiquité jusqu'au XIXe siècle : Tables généalogiques et chronologiques, Rome, 1990.
- Nodar Assatiani et Alexandre Bendianachvili, Histoire de la Géorgie, Paris, l'Harmattan, 1997, 335 p. [détail des éditions] (ISBN 2-7384-6186-7, présentation en ligne).